# شهرستان هواپینگ
شهرستان هواپینگ (به لاتین: Huaping County) یک منطقهٔ مسکونی در چین است که در لیجیانگ واقع شده‌است. شهرستان هواپینگ ۲٬۲۶۶ کیلومتر مربع مساحت و ۱۵۰٬۰۰۰ نفر جمعیت دارد.